# 指先ノハク
指先ノハク（ユビサキノハク）は、日本の女性4人組ロック・バンド。2018年解散。

## 概要
大学の同級生であった清水加奈、木村順子、宮腰侑子、竹内裕美子の4人によって、2008年に結成された。
バンドメンバーがそれぞれ作詞・作曲に取り組んでおり、様々なジャンルの枠を飛び越えたサウンドとソングライティングは衝動性と天性のポップセンスを兼ね揃え、独自の音楽性を築きあげている。フェイバリット・アーティストは椎名林檎やZAZEN BOYS。
2018年6月8日、同月16日のワンマンライブをもってボーカル清水加奈が脱退することが発表され、メンバーひとりで欠けたら指先ノハクではないという気持ちからバンドも解散することが発表された。解散後も各メンバーは音楽活動を継続する予定。

## メンバー
- 清水 加奈（しみず かな）
  - 2月4日生まれ。ボーカル、ギター、キーボード、作詞、作曲を担当。
  - 東京都江戸川区出身。
- 木村 順子（きむら じゅんこ）
  - ４月21日生まれ。ギター、コーラス、作詞、作曲を担当。
  - 栃木県日光市（旧今市市）出身。
- 宮腰 侑子（みやこし ゆうこ）
  - 9月10日生まれ。ベース、コーラス、作詞、作曲を担当。
  - 埼玉県出身。
- 竹内 裕美子（たけうち ゆみこ）
  - 12月26日生まれ。ドラムス、コーラスを担当。
  - 長野県中野市出身。

## 来歴
2008年
- 11月18日、大学の同級生であった清水加奈、木村順子、宮腰侑子、竹内裕美子の4人によって、前身バンド「RADITZ」結成。

2009年
- 1st demo『赤い衝撃』を限定100枚で自主制作・配布。

2010年
- 1月22日、テレビ朝日系全国ネット「THE STREET FIGHTERS」の「ストFILE」の第一弾アーティストとして出演。

2011年
- 11月、バンド名を「RADITZ」から「指先ノハク」に変更。

2012年
- Sony Music Artistsアーティストオーディション「プリプロvol.4」にて、5000組の応募の中から最終10組に選出。

2013年
- 2月、USEN「野村義男のフレッシュミュージシャン」番組内で、「放課後」が3ヶ月に一度決めるFrem Award最優秀曲に選ばれる。2013年3月の番組EDテーマになることが決定。
- 10月21日、ドラム竹内裕美子が右膝靭帯の手術のため活動を離脱。サポートドラムに永松瑛二を迎え活動。

2014年
- 4月6日、真空ホロウ企画「花見会」にオープニングアクトとして出演（高田馬場PHASE）。
- ベース宮腰侑子とドラム竹内裕美子が、E-girls「E.G.Anthem-WE ARE VENUS」のMVにパフォーマーとして出演。
- 9月28日、新宿Motionでのライブより、竹内裕美子が復活。

2015年
- 1月4日、赤い公園企画「こめさくpresents～もぎもぎカーニバル～復刻版」に出演。
- 木村順子が「真空ホロウ」のサポートギタリストとして参加。MURO FES、ROCK’IN JAPAN FESTIVAL2015などに出演。
- 8月26日、初の全国流通盤となる1stミニアルバム『肴～SAKANA～』を発売。

2016年
- 「ROCKBERRY AUDITION」で準グランプリを獲得。
- 『フェスタブルー』が期間限定公開のポカリスエットWEB MOVIE『熱中!フェス部』のテーマソングに採用。
- 12月21日、2ndミニアルバム『フルレンジ』を発売。プロデューサーに坂本夏樹を迎え制作。

2017年
- ドラム竹内裕美子の故郷である長野県中野市の公式応援PRソングとして、『風は清き』を制作。
- 5月、カナダで行われたNext Music from Tokyo vol.10に参加。自身初の海外公演となる。
- 長野県中野市がロケ地となった映画「レフトフライ」の挿入歌に『風は清き』が使用される。

2018年
- SHELTER UNITEDのオムニバスフリーサンプラー『下北沢SHELTERガールズコレクション2018』に、『アフターライト』で参加。
- 3月14日、3rdミニアルバム『TAMAMONO』がSHELTER UNITEDから発売。プロデューサーに中尾憲太郎を迎え制作。
- 6月16日、下北沢SHELTERでラストライブ「春は賜…指先ノハク『TAMAMONO』Relase Tour FINAL」を開催し解散した。

## ディスコグラフィー

### 参加作品
| 発売日       | タイトル                                                            | 参加楽曲           | 備考                             |
| ------------ | ------------------------------------------------------------------- | ------------------ | -------------------------------- |
| 2011年11月   | コンピレーション・ライブDVD『Two eye lines.vol15』                  |                    | 販売終了                         |
| 2018年1月6日 | オムニバスフリーサンプラー『下北沢SHELTERガールズコレクション2018』 | 「アフターライト」 | 全国の主要CDショップ等で無料配布 |

## タイアップ
| 曲名           | タイアップ                                                    |
| -------------- | ------------------------------------------------------------- |
| フェスタブルー | 大塚製薬 ポカリスエットWEB MOVIE「熱中!フェス部」テーマソング |
| 風は清き       | 映画『レフトフライ』挿入歌                                    |

## ミュージックビデオ
| 監督                | 作品名                    |
| ------------------- | ------------------------- |
| 鳥居洋介            | 「層」 「尼将軍の恋」     |
| 吉田晃太 / 福井崇志 | 「行方入り」 「なにがし」 |